# 王松寿
王松寿（？—？），五胡十六国西秦乞伏炽磐时尚书左仆射，略阳（今甘肃省秦安县东南）人。
388年，乞伏归任命他为主簿，乞伏乾归称王，395年，以王松寿为民部尚书，後乞伏乾归命乞伏益州攻打割據上邽的姜乳，王松寿劝说：“乞伏益州因为打了几次胜仗而骄傲起来，不可以单独交给他任务，他一定会因为轻视敌人而遭到惨败。”401年後秦归义侯乞伏乾归回到苑川，任命边芮为长史，王松寿为司马，乞伏炽磐时王松寿为平东将军。413年2月，受命討伐吐谷渾于澆河，大破之，俘虜其將呼那烏提及三千戶而回。3月，乞伏炽磐派遣镇东将军乞伏昙达、和王松寿带领部队进攻东部休官部落首领权小郎、吕破胡所据守的白石川，大胜。王松寿领兵征战，所在有功。後遷光祿勳。415年7月，乞伏炽磐任命王松寿为秦州刺史。同年11月，又與乞伏曇达率一万征討南羌弥姐部、康薄部于赤水，降之。416年 4月，又和乞伏昙达率一万攻後秦上邽，大破姚艾，同年10月，王松寿镇守马头，逼近後秦上邽。417年十月，入朝为尚书左仆射。419年十月，出为益州刺史，镇守漒川。